# Hrvatska Lutrija
Hrvatska Lutrija (HL) je državna lutrijska organizacija čija je temeljna djelatnost priređivanje igara na sreću. Od prihoda ostvarenih igrama značajan dio odvaja se za promicanje raznih društveno korisnih djelatnosti. S radom započinje 1973. godine donošenjem Zakona o igrama na sreću koji, na području tadašnje SR Hrvatske, utvrđuje osnivanje specijalizirane organizacije za priređivanje igara na sreću pod nazivom Lutrija Hrvatske.

## Povijest igara na sreću
Igranje igara na sreću jedna je od najstarijih ljudskih aktivnosti, kako se može vidjeti iz mnoštva arheoloških nalaza i slikovnih prikaza sve do danas. Igranje takvih igara bilo je pravno regulirano već u staroj Kini, ali i Rimu i Grčkoj, a podrijetlo igranja igara na sreću smatra se božanskim: bacanjem označenih predmeta i predviđanjem rezultata čovjek je težio znati što mu budućnost donosi, a time i saznati volju bogova. Još se u Bibliji kocka bacala kako bi se podijelila zemlja; u pradavna vremena bacanje kocke povezivalo se sa sudbinom, a u mnogim kulturama kocka se bacala u sudnici kako bi se podijelila pravda. I europska povijest prepuna je zakona, dekreta i enklitika koji se tiču kockanja i igranja igara na sreću, što svjedoči njihovoj popularnosti kod naroda. 
Termin lutrija prvi je put upotrijebljen u XVI. stoljeću u Francuskoj u značenju ugovora privatnog ili javnog značenja. Pravna regulativa i sistematizacija ove djelatnosti, i teorijski (normativno) i praktično (pravosudno), uvedena je u XVII. stoljeću u europskim zemljama gdje je lutrija bila organizirana kao stalna djelatnost. Prva državna lutrija organizirana je 1530. godine u Firenci, s ulogom od jednog dukata i srećkom koja se nazivala polizza. Cilj organiziranja ove lutrije bio je popunjavanje državne blagajne, i on će vrlo brzo steći puni legitimitet u svim europskim državama u kojima su organizirane igre na sreću. Devet godina kasnije, 1539. godine, organizirana je u Parizu prva francuska državna lutrija pod nazivom Blanque. Tom trendu državnih lutrija pridružuje se i Nizozemska u kojoj je organiziranjem lutrije 1523. izgrađeno sirotište, a 1549. financirana je izgradnja crkvenog zvonika u Amsterdamu. U Njemačkoj je prva državna lutrija održana 1610. i po uzoru na Nizozemsku, bila je to klasna lutrija. U Engleskoj je lutrija podržavljena tek 1769. godine, a sav prihod usmjeravan je za razvoj kulture.

### Povijest igara na tlu Hrvatske i razvoj Hrvatske Lutrije
Organizirano igranje igara na sreću na području današnje Hrvatske počinje još u 18. stoljeću. Prva lutrija u Zagrebu organizirana je 1762. godine. Dozvolu za priređivanje ove lutrije (zvala se Lotto di Genua) u Ugarskoj i Hrvatskoj dodijelila je kraljica Marija Terezija koncesionaru Oktaviju Cataldi na vrijeme od osam godina. O ovom podatku izvijestio nas je naš poznati povjesničar Emilij Laszowski u Jutarnjem listu od 22.04.1923. godine. Bila je to ujedno druga koncesija dodijeljena na području austrijskih zemalja. Ona je za Hrvatsku značajna zbog toga što je prije njezinog završetka grof Cataldi, također kao koncesionar, započeo s priređivanjem igre Loto u Hrvatskoj pod nazivom Mala lutrija. 
Trećom koncesijom za razdoblje od 1770. do 1778. godine pravo priređivanja igre Loto ustupljeno je tvrtki Baratta & Comp. Kako je prema ocjeni carske dvorske kancelarije poslovanje tvrtke Baratta & Comp. u prethodnoj koncesiji bilo uspješno, predloženo je da ista tvrtka ostane koncesionar i u razdoblju od 1778. do 1787. godine.
Nakon Prvoga svjetskog rata time se bavi Državna klasna lutrija sve do kratkog perioda Hrvatske državne lutrije, da bi se opet nakon rata pokrenula Državna klasna kao savezna budžetska ustanova. Godine 1946. isključivo pravo prodaje srećaka povjereno je Udruženju ratnih vojnih invalida Jugoslavije i tako je bilo sve do 1951. kada započinje njezina decentralizacija i u srpnju iste godine počinje s radom Državna lutrija FNRJ – filijala za Hrvatsku – da bi se već 1952. preimenovala u Jugoslavensku lutriju. Prva igra na sreću u ovoj organizaciji bila je lutrijska srećka, igra s nevjerojatno dugom europskom tradicijom. Godine pak 1956. prvi se put predstavlja Prvomajska lutrija, izvanredno kolo srećaka kakva će se i dalje priređivati više puta godišnje. Sportska prognoza izaziva pravu euforiju nakon pokretanja 1960. godine, a tih godina raste i promet srećaka uzrokovan cvatom gospodarskih djelatnosti, dobrim primanjima stanovništva i povećanjem njihova broja u gradovima. Ponukana dobrim rezultatima, Lutrija 1962. godine uvodi i treću igru na sreću – Loto. Prvo kolo Lota održano je 3. siječnja te su se u početku svakih četrnaest dana izvlačili brojevi da bi se kasnije prešlo na tjedno izvlačenje. Već prve godine Lota državna je televizija počela prenositi izvlačenja brojeva uz prigodan zabavni program. Najveća emisija srećaka redovitih kola dogodila se 1967. godine i tada je ukupna emisija za 52 kola iznosila 60,1 milijun. Iako se s vremenom igrači okreću dinamičnijoj igri – sportskoj prognozi, Loto je pobjednik u paleti igara na sreću. Svih ovih godina sredstva ostvarena priređivanjem igara usmjeravaju se na financiranje socijalno-humanitarnih organizacija i organizacija fizičke i tehničke kulture te znanosti. Lutrija Hrvatske osniva se 25.7.1973. pod tim imenom i u svojoj domeni ima: srećke redovitih i izvanrednih kola, sportsku prognozu, loto i ekspres lutriju. Kasnije se dodaju igre kao što su instant lutrija, toto, tombola, bingo te klađenja, igračnice, automati i mnoge druge. 1993. g. Lutrija Hrvatske mijenja ime u Hrvatska Lutrija d.o.o.

## Igre

### Loto 7 i Loto 6
Najstarija igra Hrvatske Lutrije Loto 7/39, 2018. godine doživjela je brojne promjene i time postala Loto 7. Unatoč novitetima i promjenama vizualnog identiteta, Loto 7 je i dalje brojčana igra u kojoj igrač pokušava pogoditi sedam brojeva koji se putem lutrijskog bubnja izvlače iz grupe od 1 do 35 brojeva. Osim toga izvlači se još jedan, dopunski broj. U igri Loto 7 postoji 9 vrsta dobitaka - sedmica, šestica plus dopunski broj (6+1), šestica, petica plus dopunski broj (5+1), petica, četvorka plus dopunski broj (4+1), četvorka, trojka plus dopunski broj (3+1) i nula plus dopunski broj (0+1). Izvlačenja uživo održavaju se dva puta tjedno, srijedom i subotom na HTV. Prvo izvlačenje Lota 6/45 održano je 1988. g. pod nazivom Loto Fortuna 6/45. 2020. godine doživjela je brojne promjene i time postala Loto 6. Riječ je o, također, brojčanoj igri, a cilj je pogoditi 6 brojeva od 45. Izvlačenja šestice održavaju se četvrtkom i nedjeljom na HTV. U Lotu 6 postoji 5 vrsta dobitaka: 6 pogodaka, 5+1, 5 pogodaka, 4 pogođena broja i tri pogođena broja.

### Joker
Joker je dodatna igra koju je moguće odigrati uz neku od osnovnih igara: Loto 7,  Loto 6, Eurojackpot i Toto 13. Ovisno o broju pogođenih brojeva, također postoji pet vrsti dobitaka.

### Bingo 15 od 90
Prva emisija emitirana je iz studija na Zagrebačkom velesajmu 14. lipnja 2002. g. pod nazivom TV Bingo Show, a prvi voditelji bili su Karmela Vukov Colić i Saša Kopljar. Tijekom godina mijenjao se format i trajanje emisije, voditelji i hostese, a emisija je s velesajma preseljena na HTV. Uz Bingo 15 od 90 moguće je odigrati i dodatne igre Bingo 24 od 75 i Bingo plus 7. U igri Bingo 15 od 90 postoje tri vrste dobitaka: dobici prve vrste - Superbingo, Bingo 33, Bingo 36, Bingo 39 i Bingo 40+, dobitak druge vrste – 10 pogodaka i dobitak treće vrste – 5 pogodaka. Od rujna 2014. g. do kraja ožujka 2015. TV Bingo se prikazivao na RTL televiziji, a od travnja 2015. TV Bingo se ponovno emitira na HTV.

### Bingo plus
Dodatna igra koju je moguće odigrati isključivo uz igru TV Bingo 15 od 90. U igri Bingo Plus postoji samo jedna vrsta dobitaka. Ovisno o broju pogođenih znamenki Bingo Plus broja u pojedinom se kolu može ostvariti dobitak: Bingo plus 7, Bingo plus 6, Bingo plus 5 i Bingo plus 4.

### Bingo 24 od 75
Dodatna igra koju je moguće odigrati isključivo uz igru TV Bingo 15 od 90. Moguće je osvojiti tri vrste dobitaka: Bingo, Plus i Kutovi.

### iCasino Bingo
Hrvatska Lutrija proširila je ponudu Bingo igre na icasino Bingo koja je isključivo dostupna online. Riječ je o Bingu 90 već poznatoj igri iz TV Binga, a moguće je igrati svaki dan.

### Eurojackpot
Najnovija igra u ponudi igara, a Hrvatska Lutrija uključila se 1. veljače 2013. godine. Eurojackpot je međunarodna igra koja se odigrava u još 17 zemalja – Švedska, Norveška, Island, Litva, Latvija, Njemačka, Italija, Španjolska, Nizozemska, Danska, Slovenija, Finska, Mađarska, Češka, Estonija, Slovačka i Poljska. Eurojackpot počeo se priređivati u ožujku 2012. g., a najmanji iznos za koji se igra je 10 milijuna eura. Ovisno o broju pogođenih brojeva, u Eurojackpotu postoji 12 vrsti dobitaka, a izvlačenje se održava u Helsinkiju svakog utorka i petka.

### Toto 13
Toto 13 je brojčana igra u kojoj se pogađaju rezultati 13 domaćih ili stranih nogometnih utakmica, a kola Tota 13 održavaju se dva puta tjedno (srijedom i četvrtkom te vikendom). Ovisno o broju pogođenih rezultata u Totu 13 postoje dvije vrste dobitaka:  trinaestica – svi pogođeni rezultati i dvanaestica – 12 pogođenih rezultata. 

### Keno
Keno je igra na sreću u kojoj se izvlači 20 brojeva od mogućih 80. Nekad su se izvlačenja održava jedan put tjedno uživo, a danas se Keno izvlači dva puta dnevno putem generatora slučajnih brojeva. U kenu se može birati između 10 različitih vrsti igara, a u svakoj od njih (osim u igri Keno 1 i Keno igra 2) moguće je osvojiti više vrsti dobitaka.

### Srećke
U ponudi Hrvatske Lutrije postoje dvije vrste srećaka:  Instant i Ekpres lutrija. Obje spadaju u kategoriju brzih igara u kojima se odmah saznaje rezultat, a razlika je u načinju igranja. Instantice su srećke sa skidajućom emulzijom dok se ekspresice, da bi doznali rezultat, trgaju. Dva puta godišnje Hrvatske Lutrija tiska i prigodne srećke, a to su Božićna srećka te Uskrsna odnosno Proljetna srećka.

### eSrećke
U rujnu 2012. godine u ponudi su se našle eSrećke Hrvatske Lutrije. Riječ je o lutrijskoj igri kod koje je unaprijed određen ishod odnosno rezultat, a eSrećke je moguće odigrati isključivo preko interneta svakog dana od 0 do 24 sata. Ponuda eSrećaka proširuje se gotovo svakog mjeseca.  

### Klađenje
Sportsko klađenje je igra na sreću gdje igrači pogađaju ishode raznih sportskih natjecanja. Uz pojedine ishode svakog događaja dani su tečajevi prema kojima se određuje mogući dobitak za odigrani ulog, a odigrati se može pojedinačno (solo), zbirno (akumulirano) ili sistemsko klađenje. Osim sportskog postoji Loto klađenje (klađenje na Loto brojeve) te virtualno klađenje.

### iCasino
Hrvatska Lutrija ima koncesiju za casino igre na internetu i za sada je jedini legalni priređivač u Hrvatskoj. Bogata ponuda igara dostupna je za igru na računalu i mobitelu na adresi www.icasino.hr.

### Keno - Brzih 35
Keno-Brzih 35 je nova brojčana igra s izvlačenjem brojeva pomoću generatora slučajnih brojeva (GSB). U svakom izvlačenju igre Keno-Brzih 35 izvlači se 35 brojeva iz grupe brojeva od 1 do 48. Kuglice s brojevima su podijeljene u osam grupa po šest brojeva. Svaka grupa kuglica s brojevima je označena određenom bojom - crvenom, zelenom, plavom, ljubičastom, smeđom, žutom, narančastom i sivom. Igra Keno-Brzih 35 sadrži više različitih igara, kako slijedi: Mojih 6, Zbroj prvih 5 izvučenih brojeva, Prvi broj veći ili manji, Prvi broj paran ili neparan, Boja prve kuglice, Najčešće izvučena boja, Posljednji broj veći ili manji, Posljednji broj paran ili neparan, Boja posljednje kuglice.

## Kanali prodaje
Sve igre Hrvatske Lutrije moguće je uplatiti na prodajnim mjestima Hrvatske Lutrije diljem Hrvatske te kod ovlaštenih poslovnih partnera. Odigrati se može ispunjavanjem listića ako sami birate brojeve ili na način da sustav sam izabere brojeve što omogućavaju Quick Pick i Hoću Jackpot. Kod Qiuck picka igrači sami određuju broj kombinacija ili brojeva, dok Hoću Jackpot nudi različite pakete igara ovisno o tome za koliko igrači žele uplatiti. Od rujna 2010. godine Hrvatska Lutrija omogućila je uplatu svih svojih igara i na internetu, a tu je i mogućnost uplate putem samoposlužnog terminala Hrvatske Lutrije - HL Boxa.

## Casina i automat klubovi
Hrvatska Lutrija trenutno ima casino u Zagrebu, u kojem nudi mogućnost velikog izbora igara: žive igre European Roulette, Black jack, Caribbean Stud Poker i Texas Hold'em poker te igre na automatima za igre na sreću. U zagrebačkom casinu International tradicionalno se održavaju turniri u pokeru poznati pod nazivom Croatian Series of poker. Uz casino, Hrvatska Lutrija ima 8 automat klubova po čitavoj Hrvatskoj, a igrači se mogu zabaviti uz automate za igru na sreću te elektronske rulete. Svi automati za igru na sreću povezani uz zajednički jackpot - Lucky Buttons Jackpot.

## Društveno odgovorno poslovanje
Cilj Hrvatske Lutrije nije samo uspješno poslovanje već i pronalaženje načina kako dati svoj doprinos široj društvenoj zajednici. Po uzoru na dobru praksu srodnih i uspješnih tvrtki u Europi i svijetu, Hrvatska Lutrija redovito i uspješno sudjeluje u akcijama opće dobrobiti i financijski podupire vrijedne projekte u različitim djelatnostima. Područje tog djelovanja je široko, od financiranja potreba mladih i sporta, kulture i umjetnosti, do obrazovanja i znanosti te humanitarnog djelovanja i zaštite zdravlja. Kriteriji za raspodjelu utvrđeni su sukladno nacionalnim strategijama i programima zadovoljavanja javnih potreba u odgovarajućim djelatnostima te sukladno programima za poticanje razvoja civilnog društva, a iskazuju se udjelom pojedinih programskih aktivnosti u ukupnom dijelu prihoda od igara na sreću određenih člankom 8. stavkom 2. Zakona o igrama na sreću. Raspodjelom dijela prihoda od igara na sreću utvrđuje se izdvajanje za organizacije i to:
- 35,00% onima koje promiču razvoj sporta; 
- 5,58% onima koje pridonose borbi protiv zlouporabe droga i svih drugih oblika ovisnosti; 
- 9,11% onima koje se bave socijalnom i humanitarnom djelatnošću; 
- 16,20% onima koje se bave problemima i zadovoljavanjem potreba osoba s invaliditetom; 
- 5,18% onima koje se bave tehničkom kulturom; 
- 11,89% onima koje se bave kulturom; 
- 4,00% onima koje se bave izvaninstitucionalnom naobrazbom i odgojem djece i mladih; 
- 13,04% onima koje pridonose razvoju civilnoga društva.

## Društveno odgovorno priređivanje
U nastojanju da suzbiju negativne posljedice igranja na sreću, državne lutrijske organizacije udružene u World Lottery Association i European Lotteries, posvetile su punu pažnju utvrđivanja standarda čiji je cilj uspostava programa odgovornog priređivanja igara na sreću i programa 'odgovornog igranja' kako bi se umanjio rizik za sve dijelove društva, a posebice za osjetljive skupine. Dokumente koji određuju takve standarde potpisala je i Hrvatska Lutrija, a oni su integrirani u sve segmente poslovanja, od promišljanja, planiranja i provedbe svih aktivnosti do informiranja igrača i oglašavanja igara na sreću. Odgovornost je ključno pitanje u priređivanju igara na sreću i cilj je omogućiti igračima da donose informirane odluke o svom sudjelovanju u igri, a ako se pojave štetne posljedice, treba im olakšati pristup i kontakt s institucijama koje pružaju stručnu pomoć.  Osim potpisivanja Standarda društveno odgovornog priređivanja, Hrvatska Lutrija je na svakoj igri te promotivnim materijalima otisnula znak odgovornog igranja igara na sreću te oznaku rizičnosti igre. Uz odgovorno tržišno komuniciranje gdje oglašivačke aktivnosti nisu usmjerene prema maloljetnim osobama niti prema osjetljivim društvenim skupinama, zaposlenici Hrvatske Lutrije posebice prodavači prošli su edukaciju o društveno odgovornom priređivanju kako bi u svakom trenutku mogli pružiti prave informacije. Hrvatska Lutrija nositelj je dva certifikata odgovornog priređivača igara na sreću koje su dodijelili European Lotterie i World Lottery Association.

## Vanjske poveznice
- Službena stranica